# Cinquè planeta (hipotètic)
En la història de l'astronomia, un grapat de cossos del sistema solar han estat considerats com el cinquè planeta del Sol. Sota l'actual definició de planeta, l'objecte astronòmic sota la denominació de cinquè planeta és Júpiter.

## Possibles cinquens planetes en la història
Hi ha tres idees principals pel que fa a planetes hipotètics entre Mart i Júpiter.

### Asteroides
Durant el segle xix, es van descobrir gran nombre d'asteroides, que van ser considerats planetes. Júpiter es va convertir al sisè planeta amb el descobriment de Ceres en 1801. Poc després, altres tres asteroides, Pal·les (1802), Juno (1804), i Vesta (1807) van ser descoberts. Van ser comptabilitzats com a planetes per separat, a pesar que compartien una òrbita definida per la llei de Titius-Bode. Entre 1845 i 1851, onze asteroides addicionals van ser descoberts i Júpiter s'havia convertit al planeta XX. A partir d'aquest punt, els astrònoms van començar a classificar als asteroides com planetes menors. Arran de la reclassificació dels asteroides en el seu propi grup, Júpiter es va convertir al cinquè planeta, una vegada més. Amb la redefinició de planeta de 2006, Ceres ara es considera un planeta nan.

### Teoria de la destrucció
Des de fa molt temps es creu que un hipotètic planeta entre Mart i Júpiter va ocupar l'espai on es troba actualment el cinturó d'asteroides. Els científics del segle xx anomenaren aquest hipotètic planeta Faetó avui dia la hipòtesi de Faetó, teoria que avui dia ha quedat obsoleta pel model d'acreció, ha estat descartada per la comunitat científica, no obstant això, alguns científics marginals consideren aquesta teoria com a creïble i fins i tot probable.

### Teoria del Planeta V
Basats en de simulacions de l'espai de la NASA, els científics John Chambers i Lissauer Jack han proposat l'existència d'un planeta entre Mart i el cinturó d'asteroides, que posseïa una òrbita excèntrica i inestable, fa 4 mil milions d'anys. La desaparició d'aquest planeta en el sistema solar s'associa al Bombardeig intens tardà en l'Hadeà. Chambers i Lissauer també afirmen que amb tota probabilitat aquest Planet V va acabar estavellant-se contra el Sol. A diferència de cinquè planeta de la Teoria de la Destrucció, al Planeta V no s'atribueix la creació del cinturó d'asteroides.

## Cinquè planeta en la ficció
El concepte d'un cinquè planeta que havia estat destruït formant el cinturó d'asteroides, com en la Teoria de la Destrucció, ha estat molt popular en la ficció.